# Trigonisca duckei
Trigonisca duckei, também chamado de lambe-olhos, é uma abelha social da tribo dos meliponíneos.